# EXOC4
EXOC4‏ (Exocyst complex component 4) هوَ بروتين يُشَفر بواسطة جين EXOC4 في الإنسان.